# Oloenzima
Un oloenzima è una proteina nella sua forma attiva, prodotta dall'unione dell'apoenzima (proteina senza cofattori) con tutti i suoi cofattori.
Un esempio di  oloenzima è la RNA polimerasi, un enzima che interviene nel processo di trascrizione delle cellule procariote costituito da una parte detta core ( individuabile con l'RNA polimerasi) ed una subunità detta σ (sigma).
La RNA polimerasi riconosce un promotore sulla doppia elica del DNA costituito da due sequenze "consenso" rispettivamente a -35 e -10  di nucleotidi dal sito di inizio trascrizione.

La subunità sigma, riconosce la sequenza di nucleotidi a -10 (detta"Tata box" ) caratterizzata da basi A-T, come il sito dove si aprirà la doppia elica per la trascrizione. 
Una volta aperta la doppia elica, l'RNA polimerasi costituito da 4 subunità (2 α, 1 β, 1 β') si stacca dalla subunità sigma ed inizia la trascrizione originando un nuovo filamento di RNA dallo stampo primitivo.